# Aptucca
Aptucca ou Aptuca était une cité d'Afrique proconsulaire, plus précisément de la province de Byzacène, sur le territoire de l'actuelle Tunisie. La cité a été identifiée au site de Henchir-Oudeka. C'est aussi un siège titulaire de l'Église catholique.

## Siège titulaire
Il est la succession d'un ancien évêché dans la ville antique éponyme.

### Titulaires du siège épiscopal dans l'Antiquité
- Victor (411, conférence de Carthage)
- Ianuarius (évêque donatiste à la conférence de Carthage en 411)
- Ianuarius (425)

### Titulaires du siège à l'époque contemporaine
Le siège épiscopal a été rétabli.
- Alfonso Niehues (1965-1967)
- Alois Stöger (de) (1967-1999)
- Richard Joseph Malone (en) (2000-2004)
- Andrews Thazhath (en) (2004-2007)
- Reinhard Pappenberger (depuis 2007)